# AMLF
AMLF était une société française de distribution cinématographique active de 1940 à 1999. Deuxième société de distribution la plus importante du cinéma français à partir des années 1970, elle fut reprise par Claude Berri en 1988 puis intégrée au groupe Pathé en 1996.

## Historique
L'Agence Méridionale de Location de Films (AMLF) fut fondée à Marseille le 1er octobre 1940 par le producteur Robert Dorfmann. Rachetée par l'exploitant Jacques Pezet, celle-ci prend le nom d'Agence Méditerranéenne de Location de Films en 1949. AMLF va progressivement représenter 40 % de la distribution de films en France métropolitaine en s'appuyant sur les villes de Marseille, Lyon et Bordeaux. La société distribue dans ces régions les longs-métrages des Films Corona, de la Prodis ou ceux de Valoria Films.
En 1972, Jacques Pezet et son fils Richard s'associent avec les producteurs Claude Berri et Christian Fechner pour fonder AMLF Paris, distribuant leurs productions dans la France entière. Christian Fechner, davantage intéressé par la Gaumont, quitte l'association en 1975.
Avec l'arrivée des télévisions privées en France et l'inflation des prix de ventes des films, la banque Worms prend 30 % du capital d'AMLF en 1985 avec un groupe d'investisseurs. En 1988, Claude Berri, à travers sa société Renn Productions (déjà actionnaire à hauteur de 17 %), acquiert l'intégralité d'AMLF. Renn Productions, détenu à 50 % par le conglomérat Chargeurs depuis 1987, est repris à son tour intégralement par Chargeurs en janvier 1996. Six mois plus tard, Chargeurs scinde ses activités de textile et de communication. Renn Productions et sa filiale AMLF passent sous le giron du nouveau groupe Pathé.
Après la sortie de Pola X de Leos Carax, AMLF est renommé Pathé Distribution en juin 1999. La société sera absorbée par Pathé Films en mai 2017.

## Filmographie partielle
- L'Attentat (1972, d'Yves Boisset)
- Pleure pas la bouche pleine (1973, de Pascal Thomas)
- Les Valseuses (1973, de Bertrand Blier)
- Les Quatre Charlots mousquetaires (1974, d'André Hunebelle)
- Peur sur la ville (1975, d'Henri Verneuil)
- Souvenirs d'en France (1975, de André Téchiné)
- Sept Morts sur ordonnance (1975, de Jacques Rouffio)
- Un sac de billes (1975, de Jacques Doillon)
- Calmos (1976, de Bertrand Blier)
- La Meilleure Façon de marcher (1976, de Claude Miller)
- L'Aile ou la Cuisse (1976, de Claude Zidi)
- L'Homme pressé (1977, d'Édouard Molinaro)
- Vous n'aurez pas l'Alsace et la Lorraine (1977, de Coluche et Marc Monnet)
- Passe ton bac d'abord (1978, de Maurice Pialat)
- Une histoire simple (1978, de Claude Sautet)
- La Gueule de l'autre (1979, de Pierre Tchernia)
- L'Avare (1980, de Jean Girault et Louis de Funès)
- Les Sous-doués (1980, de Claude Zidi)
- Inspecteur la Bavure (1980, de Claude Zidi)
- Viens chez moi, j'habite chez une copine (1981, de Patrice Leconte)
- Garde à vue (1981, de Claude Miller)
- Le Maître d'école (1981, de Claude Berri)
- La Soupe aux choux (1981, de Jean Girault)
- La Guerre du feu (1981, de Jean-Jacques Annaud)
- Deux Heures moins le quart avant Jésus-Christ (1982, de Jean Yanne)
- Tchao Pantin (1983, de Claude Berri)
- Notre histoire (1984, de Bertrand Blier)
- Les Ripoux (1984, de Claude Zidi)
- Jean de Florette et Manon des Sources (1986, de Claude Berri)
- Association de malfaiteurs (1987, de Claude Zidi)
- Sans peur et sans reproche (1988, de Gérard Jugnot)
- L'ours (1988, de Jean-Jacques Annaud)
- Tatie Danielle (1990, d'Étienne Chatiliez)
- Mayrig (1991, d'Henri Verneuil)
- L'Amant (1991, de Jean-Jacques Annaud)
- Diên Biên Phu (1992, de Pierre Schoendoerffer)
- Germinal (1993, de Claude Berri)
- La Cité de la peur (1994, d'Alain Berbérian)
- Les trois frères (1995, de Didier Bourdon et Bernard Campan)
- Ma femme me quitte (1996, de Didier Kaminka)
- Didier (1997, d'Alain Chabat); Le logo AMLF de début de film est, pour l'occasion, prononcé "à la façon de Didier"
- Quatre garçons pleins d'avenir (1997, de Jean-Paul Lilienfeld)
- Bouge ! (1997, de Jérôme Cornuau)
- Lolita (1998, de Adrian Lyne)
- Astérix et Obélix contre César (1999, de Claude Zidi)
- Les Collègues (1999, de Philippe Dajoux)